# Трускавець (станція)
Трускавець (до 1965 року Трускавець-Здрой) — тупикова пасажирська залізнична станція Львівської дирекції Львівської залізниці на електрифікованій лінії Дрогобич — Трускавець (завдожки 12 км). Розташована у середмісті міста Трускавець Дрогобицького району Львівської області. Наступна найближча залізнична станція — Стебник (за 4 км).

## Історія
Трускавець — один із популярних курортів в Україні. Він користувався великим попитом і у колишній Австро-Угорщині, тому поява залізниці як найзручнішого виду транспорту була лише питанням часу. Побудувати залізницю передбачалося ще у 1909 році, але розбіжності у виборі початкового пункту відтермінували початок робіт. Варіантів було два: подовжити лінію з Борислава або побудувати нову лінію від Дрогобича. Згодом було прийнято рішення зупинитися на останньому варіанті та вже через декілька років, а саме 1 червня 1912 року станція прийняла перших пасажирів. 

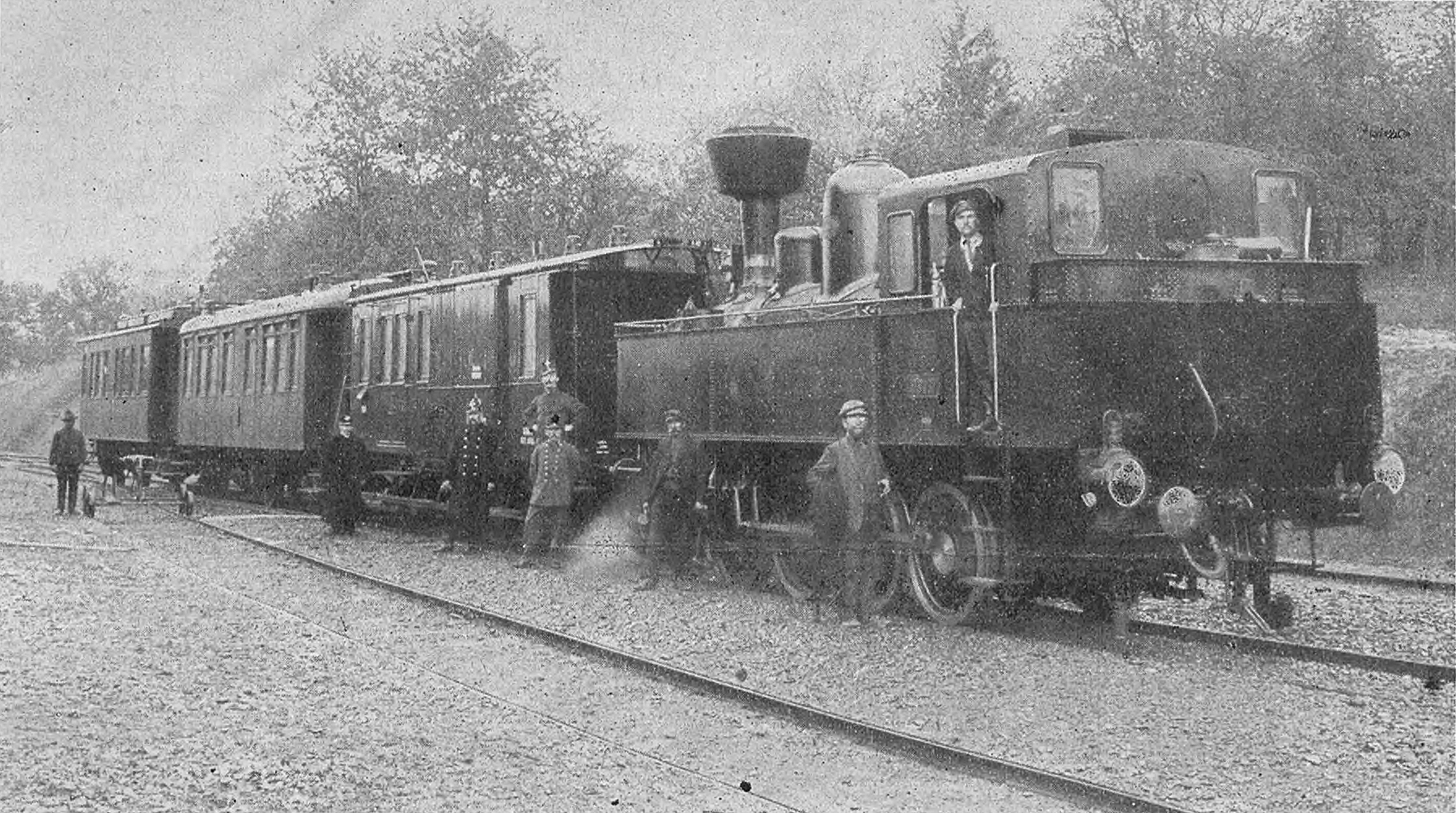
Прибуття першого поїзда на станцію Трускавець 1 червня 1912 року

На той час до Трускавця була можливість дістатися поїздом зі Львова, Гдині, Краків, Лодзь, Любліна, Познані та Варшави. Нова станція отримала первинну назву — Трускавець-Курорт (пол. Truskawiets—Zdroj), у перекладі з польської мови — здравниця. У 1965 році станція отримала сучасну назву — Трускавець. 
У 1912 році, завдяки зусиллям Раймунда Яроша, був побудований розкішний вокзал, який відповідав своєму призначенню за розмірами та архітектурними вимогами і повинен був приймати багатих пасажирів, які вирушають на курорт. Перший вокзал — типова асиметрична будівля, що складалася з двох частин: одноповерхового залу для пасажирів та двоповерхового будинку зі службовими приміщеннями. Пізніше до будівлі був добудований парний двоповерховий об'єм і таким чином асиметрична композиція змінилася симетричною.
Планувалося подовжити залізницю далі, до міста Борислава, проте цей проєкт не був втілений через початок Першої світової війни.
У 1930-ті роки до станції Трускавець курсував пасажирський поїзд сполученням Трускавець — Вільно.

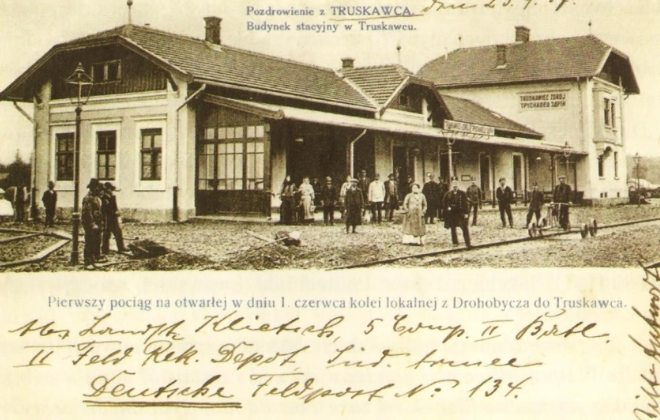
Відкриття залізничного вокзалу 1 червня 1912
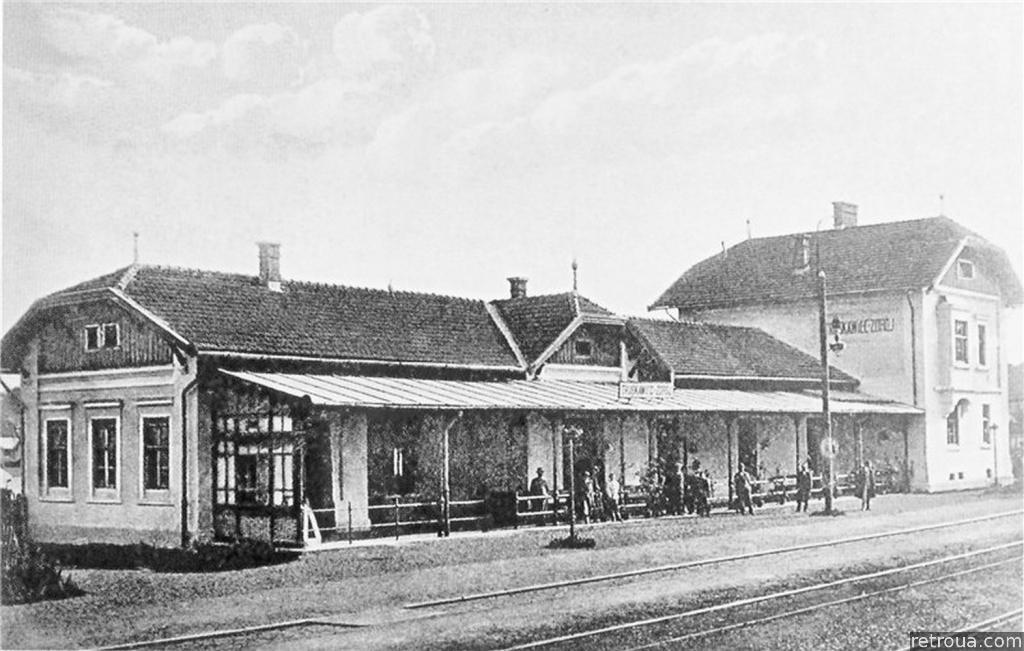
Старий вокзал станції Трускавець, 1912
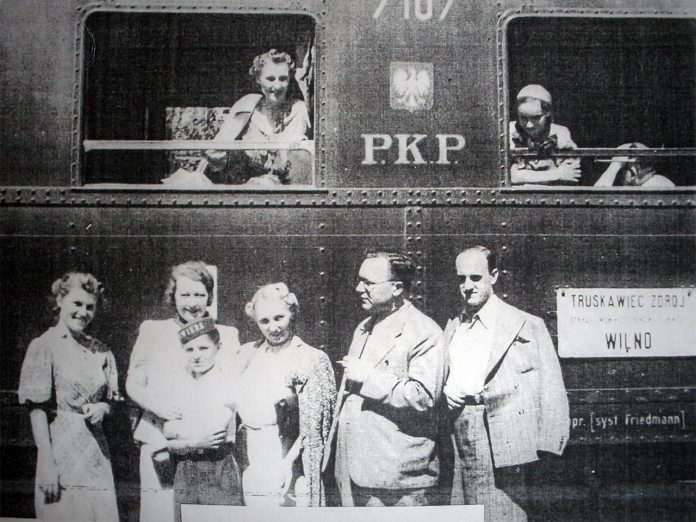
Прибуття поїзда сполученням Вільно — Трускавець (1930-ті)

Після закінчення Другої світової війни до будівлі добудована ще одну двоповерхову частину, таким чином вокзал став симетричним. За радянських часів, коли курорту було змінено статус і замість заможних людей з Європи почав приймати простий трудовий люд зі всього Радянського Союзу, значно зріс пасажиропотік, місць не вистачало, тому на станції обладнали пасажирські вагони, де жили будівельники БАМу. Саме цей факт прискорив зведення нового вокзалу: при відвідуванні міста начальника планово-фінансового управління МШС СРСР Шебандіна, який дізнався, в яких умовах проживають робітники. Виникла потреба розширити можливості залізничної станції Трускавець. Він допоміг вирішити питання щодо виділення коштів Львівській залізниці 12,5 млн карбованців на будівництво вокзалу,  Львівська залізниця. 
Восени 1985 року на схід від старої будівлі вокзалу розпочалось будівництво нового залізничного вокзалу. Передбачалося новий вокзал ввести в експлуатацію у 3-му кварталі 1989 року та через різні організаційно-технічні та фінансові перепони ця подія відбулася на рік пізніше — 16 жовтня 1990 року. Великий сучасний вокзал виконаний за оригінальним проєктом у стилі функціоналізму. Старий вокзал надалі не використовувався за призначенням і через деякий час між мезонінами був надбудований другий поверх, але перебудова станом на 2019 рік не була закінчена, будівля не використовувалась та була залишена у покинутому стані.
У 1973 році станція електрифікована постійним струмом (=3 кВ) в складі дільниці Стрий — Дрогобич — Трускавець.

## Пасажирське сполучення
Станція Трускавець приймає та відправляє пасажирські поїзди далекого та приміського сполучення:
| Рух поїздів по станції Трускавець |                     |                   |                     |                          |
| №                                 | Маршрут сполучення  | №                 | Маршрут сполучення  | Періодичність курсування |
| Далеке сполучення                 |                     |                   |                     |                          |
| 21 «Вечірні зорі»                 | Харків — Трускавець | 22 «Вечірні зорі» | Трускавець — Харків | Через день               |
| 41                                | Дніпро — Трускавець | 42                | Трускавець — Дніпро | Щоденно                  |
| 49 «Кобзар»                       | Київ — Трускавець   | 50 «Кобзар»       | Трускавець — Київ   | Щоденно                  |
| Приміське сполучення              |                     |                   |                     |                          |
| 6008                              | Трускавець — Львів  | 6009              | Львів — Трускавець  | Щоденно                  |
| 6010                              | Трускавець — Львів  | 6011              | Львів — Трускавець  | Щоденно                  |
| 6012                              | Трускавець — Львів  | 6013              | Львів — Трускавець  | Щоденно                  |
| 6014                              | Трускавець — Львів  | 6015              | Львів — Трускавець  | Щоденно                  |

До 9 грудня 2017 року до станції Трускавець курсував денний регіональний швидкісний поїзд категорії «Інтерсіті+» складом HRCS2 сполученням Дарниця, Київ — Трускавець, якому згодом було обмежено маршрут руху до станції Львів.
У 2017 році порушувалося питання про зручну логістику для відпочивальників з Білорусі до Трускавця та лише з 2 червня по 30 вересня 2018 року був призначений Білоруською залізницею пасажирський поїзд міжнародних ліній № 371/372 сполученням Могильов — Львів — Трускавець (подовжений маршрут руху поїзда зі Львова). В складі поїзда курсував вагон безпересадкового сполучення Барановичі — Трускавець. Поїзд прибував до Трускавця о 13:20, а відправлявся — о 15:00 (по парним числам).
З 10 вересня 2020 року призначений поїзд категорії «нічний експрес» № 21/22 «Вечірні зорі» сполученням Харків — Трускавець, що відновило сполучення за понад 8 років припинення сполучення між містами.

## Світлини

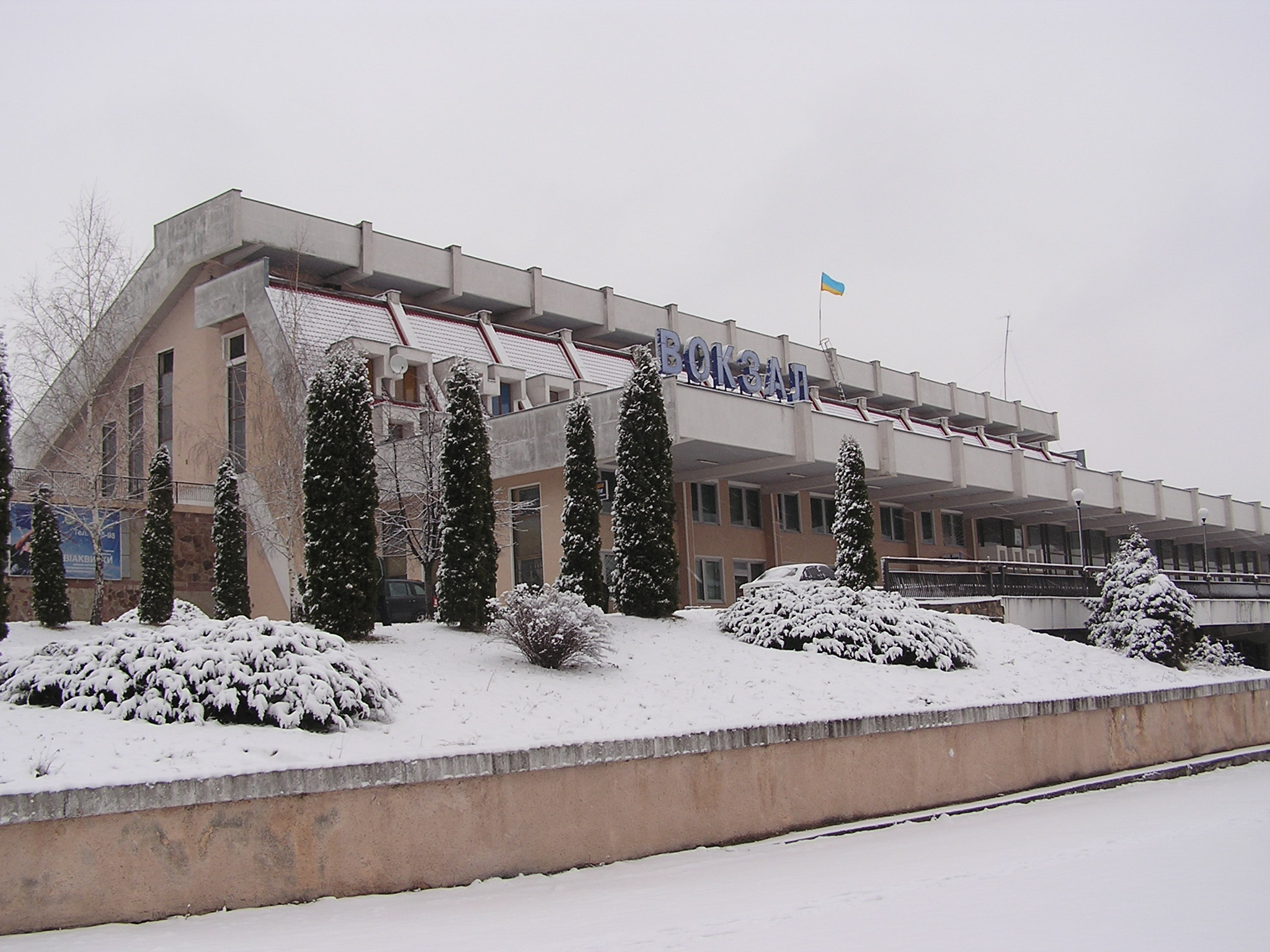
Вокзал взимку
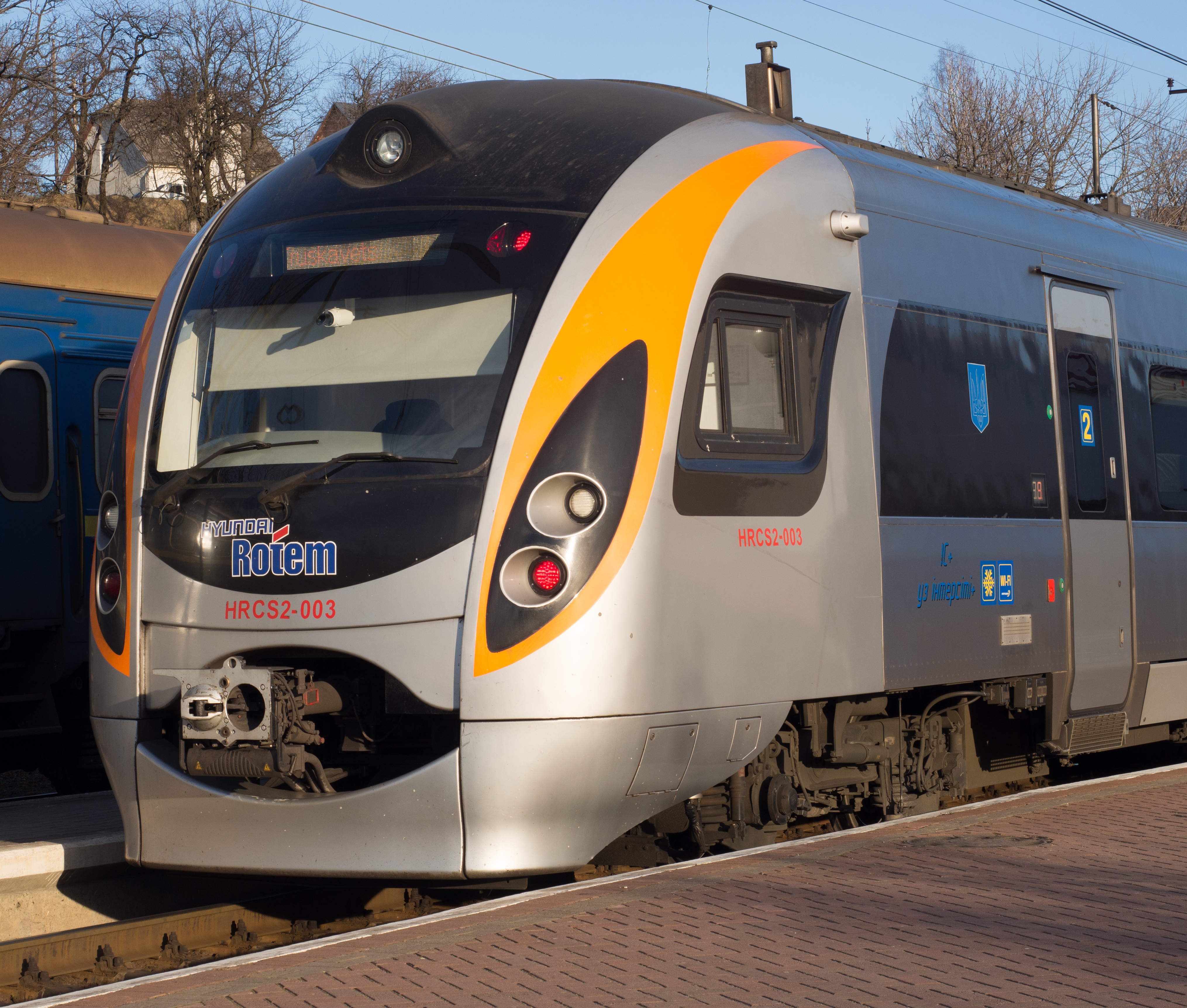
HRCS2-003 Дарниця, Київ — Трускавець
- Відправлення поїзда № 42 Трускавець — Дніпро
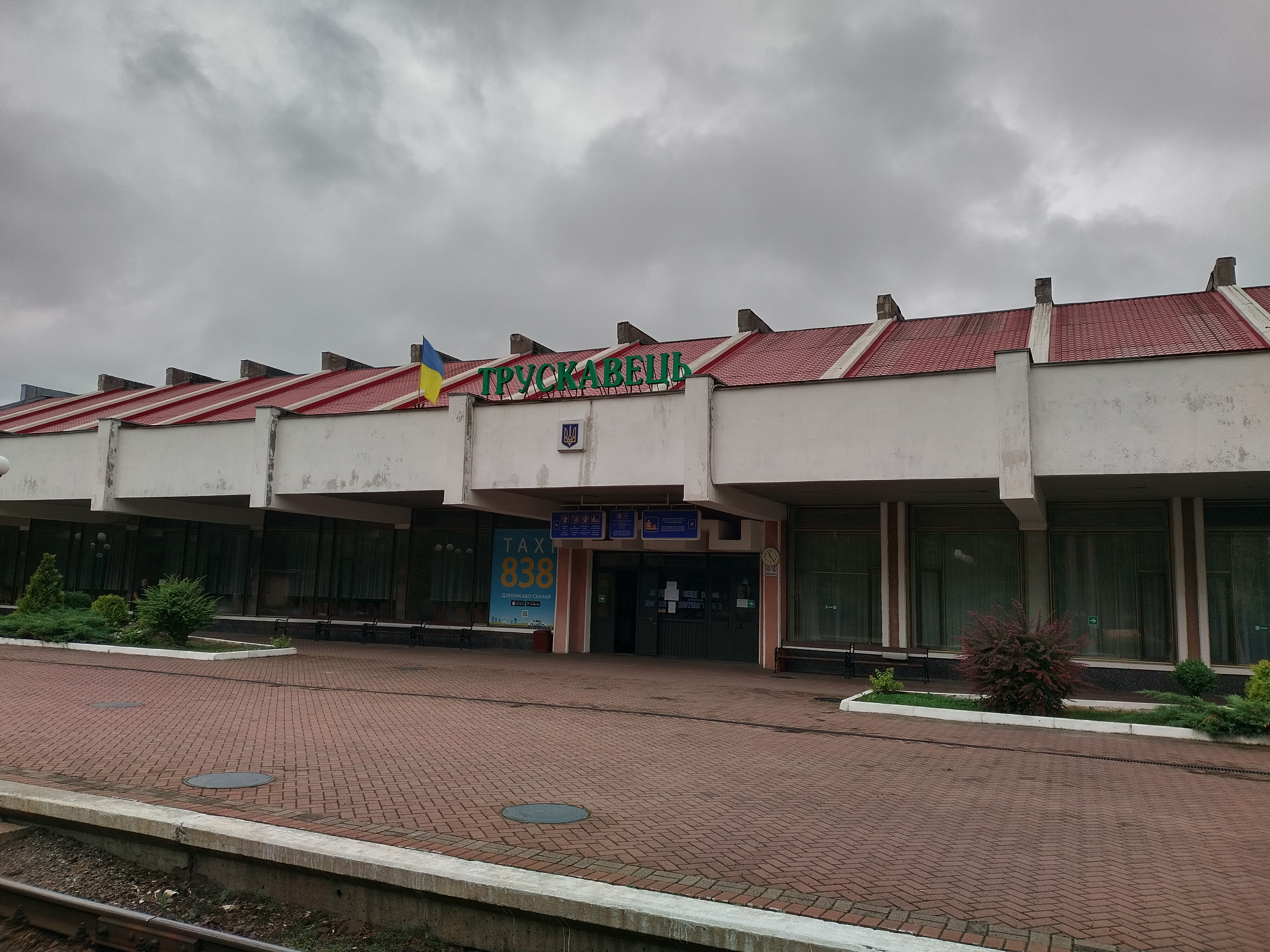
Головний вхід до вокзалу